# Широкоголовая червяга
Широкоголовая червяга (лат. Typhlonectes natans) — вид водных безногих земноводных из семейства водных червяг, обитающий в Южной Америке.

## Описание
Длина тела 45—55 см. Задний конец тела червяги сжат с боков, что помогает ей плавать. Окраска серовато-розовая со светло-бурым и бежевым оттенком. Спинная сторона заметно темнее брюшной. Половой диморфизм не выражен.

## Ареал
Обитает на северо-западе Южной Америки: в бассейнах рек Магдалена и Каука в северной и западной Колумбии, а также в бассейне озера Маракайбо и в его окрестностях в северо-западной Венесуэле. Возможно, она встречается также в бассейне реки Ориноко и на Тринидаде, но это требует подтверждения. Распространена до высоты 1000 м над уровнем моря.

## Образ жизни
Водяное животное, обитает в реках, озёрах и болотах, обычно на открытых местностях, лишь изредка встречается на суше. К поверхности воды за воздухом поднимается достаточно редко, так как дышит в основном кожей. Ведёт ночной образ жизни. В местах обитания довольно обычна, общая численность вида в природе предположительно достаточно высока. Чрезвычайно устойчива к значительному загрязнению и разрушению мест обитания, что достаточно часто имеет место в пределах её ареала, может жить в загрязнённых водоёмах. Часто встречается вблизи рыбацких деревень, где питается рыбьей требухой. В природе питается беспозвоночными: насекомыми, пауками и червями.

## Размножение
Широкоголовая червяга является живородящей амфибией. Беременность длится 6—7 месяцев, в помёте от 2 до 11 детёнышей (чаще от 3 до 7), которых рождает в воде. Длина молодых червяг при рождении 5—6 см. Новорожденные детёныши полностью развиты и имеют большие внешние жабры. В возрасте всего одного года достигают размера 25 см, то есть почти половины длины взрослых червяг.

## Содержание в неволе
Популярное домашнее земноводное, довольно часто встречается на международном рынке домашних животных, что, тем не менее, пока не представляет угрозы для этого вида. В неволе широкоголовую червягу содержат в аквариумах и акватеррариумах объёмом 200 л (размером 120 × 40 × 50 см) на несколько взрослых особей при температуре воды +24…+30 °C. Некоторые авторы считают такой объём минимальным для оптимальных условий содержания одной червяги. Глубина воды в аквариуме не менее 30 см, толщина слоя грунта около 20 см. Червяги любят зарываться в грунт и часто там спят. Частицы грунта должны быть не острыми, поскольку животное может легко пораниться. В аквариумах размещают искусственные пещеры и другие предметы, внутри или под которыми будут укрываться червяги. Особенно для молодых животных важно наличие водяных растений, за которые они цепляются и которые служат им укрытием. Несмотря на то, что широкоголовая червяга достаточно выносливое животное, вода должна быть мягкой, чистой и хорошо аэрируемой, для чего в аквариумах устанавливают мощные фильтры и компрессоры. Величину pH воды доводят до 6,5—6,6, смягчая её торфом. Для предотвращения выползания червяг из аквариума он должен быть накрыт надёжно закреплённой крышкой. Кормят дождевыми червями (такими как Lumbricus rubellus и Dendrobena), свежим и сушеным трубочником, мучными червями, личинками жуков Zophobas, живым и замороженным мотылём, другими водяными личинками насекомых, живыми и сушеными мелкими креветками, рачками Artemia, пресноводными моллюсками или их мясом, мелконарезанной свежей или замороженной рыбой, кусочками нежирной говядины. Предпочтение стоит отдавать живым кормам. Длительное время червяга может обходиться без пищи. Детёнышей кормят теми же видами корма, только более мелкими фракциями. Несмотря на то, что определить пол червяг очень трудно (почти невозможно), их всё же достаточно часто разводят в неволе. Часто широкоголовую червягу содержат вместе с другими аквариумными животными — рыбами, лягушками и т. д., и не только крупными, но и мелкими, если они достаточно подвижны и могут уклоняться от червяги, которая почти слепа и отыскивает пищу используя обоняние и вкус. Однако, больные и умирающие, а также мелкие донные рыбы могут стать её добычей. Дождевых червей она успешно находит даже в толще грунта благодаря хорошо развитым органам химических чувств.
|                                   |  |
| Широкоголовая червяга в аквариуме |  |